# Pogonolepis stricta
Pogonolepis stricta là một loài thực vật có hoa trong họ Cúc. Loài này được Steetz miêu tả khoa học đầu tiên năm 1845.